# 差動装置
差動装置（さどうそうち）は機械的機構の一種で、二つの部分の動きの差を検出、あるいは動力に差をつけ振り分ける装置。歯車を使った差動歯車やねじを使ったものなどがある。

## 差動歯車

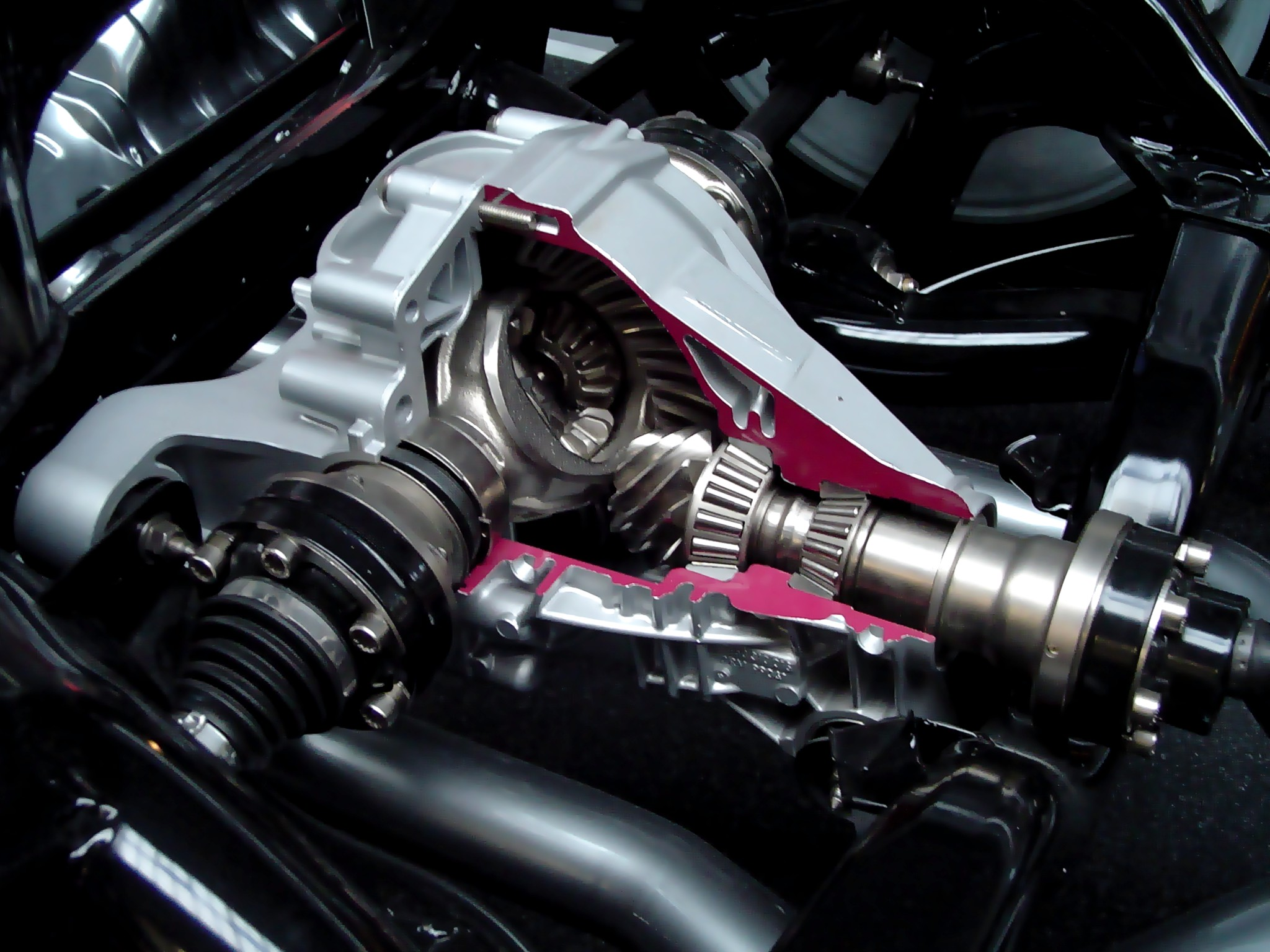
自動車のデファレンシャルギア（カットモデル）

デファレンシャルギアあるいは略してデフギア、デフなどともいう。後述するリミテッド・スリップ・デフ (LSD) と比較する場合はオープンデフともいう。自動車などの車輪のついた乗り物に使われる動力伝達装置であり、差動装置の中で最も身近に使われているものである。
車がカーブを曲がる時、内側と外側の車輪に速度差（回転数の差）が生じるが、それを吸収しつつ動力源から同じトルクを振り分けて伝えることができる。つまり、1つのエンジン出力を2つの異なった回転速度に振り分けて伝えることができる。差動歯車は一般的に3輪以上の自動車で利用され、駆動する左右の車輪の軸の中央付近に設けられる。動力のない車輪や、対となる駆動輪が存在しない2輪車では必要ない。

### 差動歯車の装備
一般的な自動車では駆動輪（すなわち前輪駆動車の場合は前輪、後輪駆動車の場合は後輪、四輪駆動車の場合は前後両方）に一組の差動歯車を持つが、四輪駆動車の場合はさらに前輪と後輪の回転差を吸収するため、もう一つの差動歯車（センターデフ）を持つことがある。これはフルタイム四駆と呼ばれるもので、エンジン出力はまずセンターデフへ伝えられ、そこから前後のデフに配分されることになる。
パートタイム四駆などの二輪と四輪駆動を任意に切り替えることが可能な一部の車種では、駆動力取り出しのトランスファーのみの装備で、センターデフを備えていないものもある。これは、未舗装路ではタイヤと路面との摩擦力が小さいので、前輪と後輪の回転差が生じてもタイヤが路面と強制的なスリップを起こすのでデファレンシャルが要らないためである。しかし、舗装路などのスリップを起こしにくい状況では、スリップできない車輪より生み出されるトルク（循環トルク）が駆動機構に逆方向の入力を生じ、大きな負担となり機構にダメージが生じる（トルク循環現象）。これはフルタイム四駆のセンターデフを直結させた場合も同様である。また、駐車場などでハンドルを大きく切って小回りすると、逆入力されたトルクによりいずれかのタイヤでブレーキが入力される挙動を起こし車体全体が不快な振動に見舞われるタイトコーナーブレーキング現象を起こすことがある。

### 原理
差動歯車はまず外側のリングギアに動力が伝えられる。リングギアには左右の車軸につながるサイドギアとその両者をつなぐピニオンギア（小歯車）を収めた枠が直結しており、それごと回転する。リングギアを固定した状態でサイドギアの一方を回転させたとするとピニオンギアを介してもう一方は逆方向に回転する。
一方、車輪の片側を固定しリングギアを回した場合、もう一方の車輪が2倍の速度で回転する。実際の車輪の回転はこの中間においても無段階に変動し、両輪の回転数の平均値がリングギアの回転数と等しくなる。結果として車両は、直線であれ曲線であれ車輪がスリップすることなく滑らかに走行することができる。そのときのリングギアの回転から求められる速度は車両の左右の中心線の値となる。
一方で問題点もある。車輪の片方が溝に落ちた、あるいは氷に乗り上げたなど、無負荷状態あるいは無負荷に近い状態になった場合、その車輪に対する拘束力（トルク）が著しく小さくなるために空転してしまい、もう一方の地面に接地している車輪を回転させることができなくなってしまう。このため、実際の走行では脱出が困難となる。

### デフロック
オープンデフが抱える「無負荷状態の車輪側を空転させてしまう欠点」の解決のため、何らかの方法で差動装置の固定・開放を制御するデフロック（DL：Differential Lock、差動固定装置）が考案された。その名の通り差動を強制的に固定するもので、側面ギアの回転を抑制し無負荷状態の車輪の空転を防ぐことで接地輪に駆動力を伝える働きをする。これにより泥濘路・氷結道など、極端に路面との摩擦係数の低い悪路の走行時や、スタック状態または脱輪時からの脱出において走破性を高めることができる。また、ドラッグレースのスタート時など極端に駆動軸へのトラクションが大きくなりスリップが生じる局面においてデフロック機構は片輪のスリップによる駆動力喪失を防ぎ、発進加速能力の向上をもたらす。4WDにおいては車軸のみならず、センターデフを固定することでスタックからの脱出性能を更に向上させられるセンターデフロックなどの機構も実用化された。
デフロックには大きく分けて3種類が存在し、通常はデフロック状態であるが動力源と左右の車輪間の回転差やトルク差などの諸条件が合致した場合にデフロックを自動解除するオート・デフロック。通常はオープンデフとして機能するが、運転手のスイッチやレバー操作により強制的に固定状態とする機構を追加したセレクタブル・デフロック。オープンデフを単純に溶接などの方法で完全に固定してしまうスプール・デフに大別される。
しかし、デフロックは差動機能を捨ててしまうために差動固定中は極端に旋回性能などが低下し、左右の車輪の回転差も吸収できなくなりタイヤの摩耗も激しくなるという欠点がある。比較的コーナリング性能を考慮したオート・デフロックの場合でも、多くは差動固定と固定解除の制御を遠心力で断続するドグクラッチに頼ったために、走行条件によりドライブフィールが急激に変化する場合が多く、ドライバビリティは必ずしも良好とは言えなかった。例えば、マッスルカー時代のアメリカ車で多用されたデトロイト・ロッカーに代表される、旋回中の左右車輪の回転差を検知して固定解除を行うものの場合、コーナリングの最中に突如固定解除が行われることから、ハンドリングがアンダーステアからオーバーステアに一気に変化するという独特の作動特性が存在した。こうした欠点の克服のために、後述のリミテッド・スリップ・デフ(LSD)が考案されるようになり、現在ではオフロード走行を特に重視したクロスカントリー型4WD車や一部の輸送トラックなどにセレクタブル・デフロックが装備される程度で、ドラッグレースなど極端な直進性能を求める競技車両などを除いては一般的なスポーツ走行車両はほぼ全てがLSDへと移行している。

### リミテッド・スリップ・デフ
その名の通り差動を条件に応じた制限を持たせたもので、デフロックと同じく駆動輪に空転が発生すると路面に駆動力が伝わらなくなってしまうデフギアの欠点を防ぐものである。デフの差動を止めてしまうデフロックでは旋回性能が低下するため、必要な時にのみ差動を制限するリミテッド・スリップ・デファレンシャル （LSD、差動制限装置）が考案された。これにより、コーナリング時に内輪の荷重が抜けて空転しても確実に駆動力を伝えられるようになる。また悪路や滑りやすい路面状況での片輪の空転においても、自動的に差動を制限し、その程度もデフロックのような固定ではないため、極端な操縦性の変化も起きにくい。また、特殊な状況であるがデフロック状態に近くなることを利用してFR車では容易にホイールスピン状態に持ち込めるようになるためドリフト走行も行いやすくなる。
差動制限の方式により、様々なタイプのLSDが存在するが、大きく分けて「トルク感応式」、「回転感応式」「アクティブ制御式」の3種類に分類できる。

#### トルク感応型
入力されるトルクの反力が一定以上になると差動を制限する方式。
機械式（多板クラッチ式）
内蔵される多板クラッチを利用。大きな差動制限力を発揮できる一方、定期的なメンテナンスを必要とする。下記のトルセン式・ヘリカル式やビスカスカップリングを使用したものが実用化される以前は純正採用もされていたが、素人には扱いがやや難しい上、頻繁なメンテナンスが必要で消耗も早いなど、公道においては過剰な装備となるため、現在では競技用の特別仕様車といった少数の例外を除き採用されることはほとんどない。慣例的に「機械式LSD」といった場合、この多板クラッチ式LSDを指す。イニシャルトルクを可変させて差動制限力やレスポンスを調整できる。
遊星歯車（プラネタリーギア）式
複数のギアを組み合わせ、それらのギアの歯面抵抗、あるいはデフケースとの摩擦力を利用する。機械式には及ばないが、強い差動制限力を発揮する上、メンテナンスも通常（いわゆるオープンデフ）と変わらない。
クワイフLSD
ヘリカルギアを用いた遊星歯車機構であり、プラネタリーギアの保持を軸ではなく、デフケース内の半円筒形の保持部にプラネタリーギアを挿入して行っていることが特徴である。差動制限力の発生には、プラネタリーギアがサンギアとの噛み合い反力でデフケースに押し付けられる時に発生する抵抗力のほか、サンギアのスラスト力を利用する。後述するトルセンLSD・タイプBおよびヘリカルLSDとは、左右プラネタリーギア同士の噛み合いをデフ中央部で行っていることが異なる。
トルセンLSD
トルクセンシティブ（＝トルク感応型）の略でジェイテクトの商標名。
差動制限力の強いタイプA、ヘリカルギアを使用し差動制限力の設定可能幅が広いタイプB、センターデフ用の不等トルク分配式のタイプCのほか、オープンデフの内部にタイプCを内蔵したツインデフ（フロントデフとセンターデフの機能を有する）が存在する。一般的にタイプAがトルセン式、タイプBがヘリカル式と呼ばれている。
ヘリカルLSD
本来はトルセン式の一種だが、これを採用する自動車メーカーが個別に宣伝したせいもあり、慣例上別のものとして扱われている。プラネタリーギアにヘリカルギヤを使い、プラネタリーギア同士の噛み合いをデフの両端部で行っていることが特徴である。
ボールテックLSD
ジグザグ状の溝がついたドラムの上をボールが流れることによりドラムを動かし効果を得る。原理的には遊星歯車式に近い。
シュアトラックLSD
カムを用いてその摩擦力を利用する。トルセンLSD同様、機械式には及ばないが、強い差動制限力を発揮する上、機械式のようなメンテナンスのシビアさもない。
スーパーLSD
オープンデフのサイドギア底部を円錐クラッチ形状とし、ベベルギアの噛み合いによるスラスト力を差動制限力発生に利用する。構造上差動制限力は高く設定できないが、もとのオープンデフに対し、サイドギアとLSDの収まるケースを共にコーン状に加工するだけで済むため、低コストで生産できることが特徴となっている。

#### 回転感応型
左右の車輪（センターデフであれば前後の車軸）に生じた回転差が一定以上になると差動を制限する方式。
ビスカスLSD
ビスカスカップリングを使い、封入されたシリコンオイルのせん断抵抗を利用する。比較的反応が鈍く制限効果も弱いが、扱いやすいのでヘリカル式と並んで自動車メーカー純正で用意されることが多い。
オリフィスLSD
カムで駆動されるオイルポンプをデフに内蔵し、封入されたシリコンオイルの流れがオリフィスを通過する際の抵抗力を利用する。差動制限力が高い上にその設定幅も広いが、非常に高価であるため採用は競技用途に限定されている。

#### アクティブ制御式
電子制御された差動装置で、コンピュータが各種センサーからの情報をもとに動的に差動制限効果の制御を行うものである。ラリーなどレース用の車で用いられることが多く、世界ラリー選手権（特にワールドラリーカー）での使用は一時一般化していた。
物理的な機構としては、油圧で摩擦板の圧力を調整することで効きを調整する油圧式、電磁クラッチを利用する方式の2種類がある。
市販車では日産・スカイラインGT-RのアクティブLSDや三菱・ランサーエボリューションのACD、スバル・インプレッサのDCCD、フェラーリ・F430などに搭載されている。

#### ブレーキLSD
従来のLSDとは全く異なり、差動制限にデフケース内のデバイスを用いるのではなく、ブレーキを用いることが特徴で、トラクションコントロール技術の派生系である。システムが車輪の空転を検知すると空転輪にのみブレーキを掛けることで差動制限装置と同様の効果を擬似的に再現する。
日産やフォルクスワーゲンなど、各社が開発を行っている。
なお、このような装置が登場する以前にも、オープンデフで駆動軸とパーキングブレーキの制動輪が一致している車両に限り、片輪が空転してスタックした際に、坂道発進の要領でパーキングブレーキを断続的に引くなどの方法で、空転している車輪を含めた駆動軸にブレーキを掛ける事で空転輪を強制的に止める作用を働かせ、結果として差動制限装置と同様の効果を擬似的に再現する走行技術が未舗装路や雪道の走行では用いられていた。

### ヨーコントロールデフ
デフ内に変速機を内蔵し、変速機により増速または減速を作り出し、左右の出力軸に電子制御クラッチで伝達することにより、アクティブに回転差を生じさせると共に、左右輪のトルク変化により、トルクベクタリングを行う。またホンダのSH-AWDは後輪デフの入力側にも変速機による増速機能を持っており、左右輪とで3セットの変速機を持っている（AYC、ATTSは2セット）。
市販車では、三菱・ランサーエボリューションのAYCや、ホンダ・プレリュードのATTS、ホンダ・レジェンドのSH-AWDなどがある。

### ワンウェイホイール

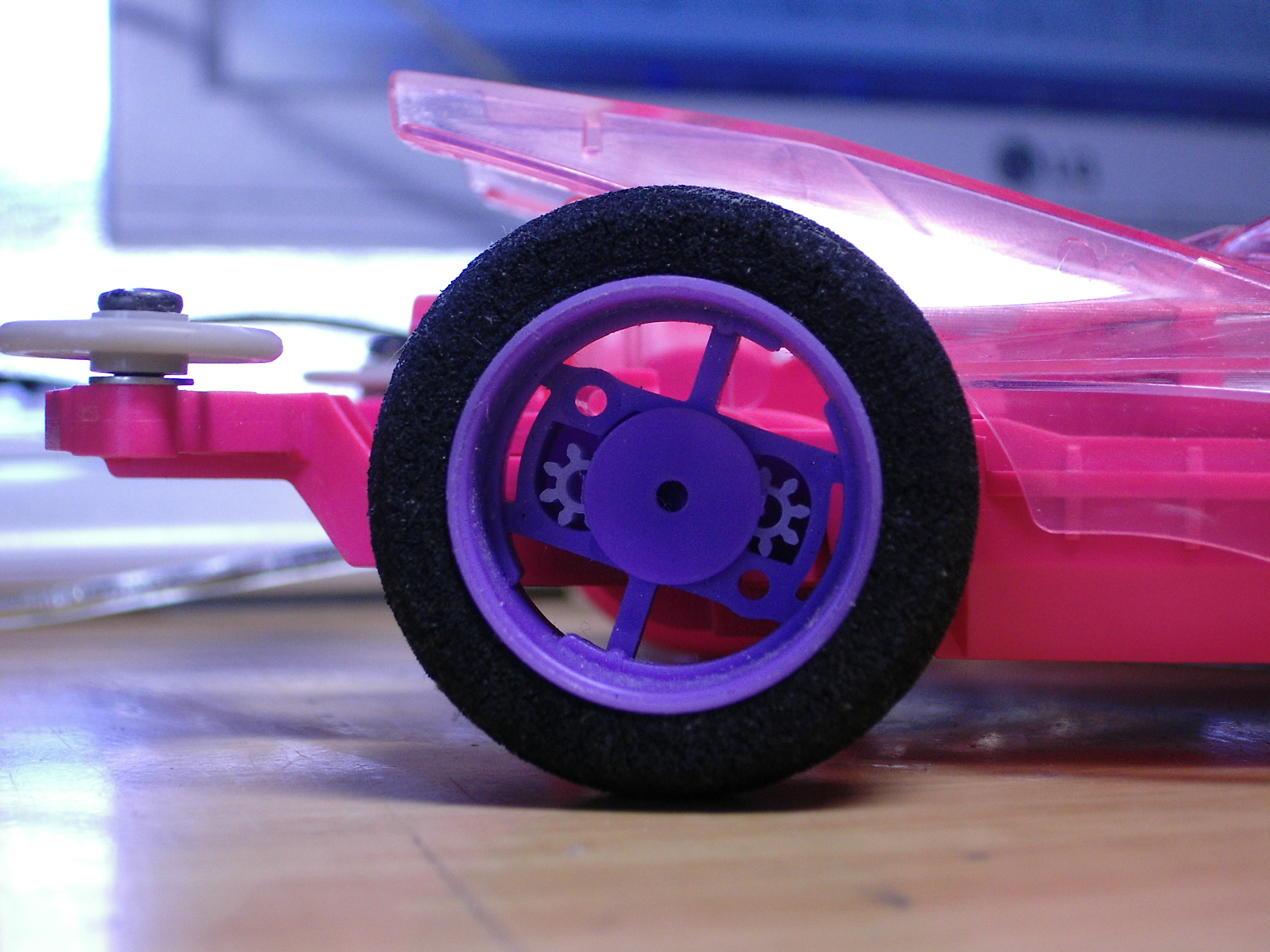
ミニ四駆・大径ワンウェイホイール（機構の説明のため、一部パーツを取り外している）

差動歯車ではないが、同じ効果を狙ったものとしてミニ四駆のグレードアップパーツ「ワンウェイホイール」（四輪駆動車のフリーハブに近い構造）がある。機構としては自転車に使われているものと全く同じで、これはホイール内部にピニオンギアを入れ、コーナリング時に外側のタイヤを空転させることで、コーナリング抵抗をなくすものである。さらに左右の差動だけでなく前後の差動を吸収する必要がある場合にもワンウェイホイールが用いられる。ミニ四駆はその原理上、前輪と後輪が完全に同じ回転数で連動しているため、大径と小径の車輪を混在させる場合は原則として少なくとも小径側にはワンウェイホイールを用いることになっている。
ラジコンカーでは、フロントデフを置き換えるパーツとして「ワンウェイ」と呼ばれるものが存在する。これは駆動時と空転時でデフロックとオープンデフを切り替えるように設計されており、コーナリング時の回頭性と脱出時の加速性を両立させている。ただし、AWD式のラジコンカーの多くはサイズの制約から駆動系を介してブレーキがかかる設計のため、フロントワンウェイに交換するとフロントブレーキがほぼ効かなくなるので減速時の操縦性が悪化するデメリットがある。近年はワンウェイにシリコンオイルと流体クラッチを組み合わせた製品も存在する。これは空転時に差動制限の効果を持たせたもので、ブレーキングがより安定する。また、シリコンオイルの粘度を変更することで差動制限効果の強さを調整することが可能になっている。
ランドローバー・シリーズI初期型及びスバル・ドミンゴ初代フルタイム四輪駆動仕様の前輪に使用されていた。

## ネジによる差動装置
差動装置には、ネジを使用したものもある。二つのわずかにピッチの異なるネジを同時に回転させることにより、その差だけ動かすことができる。これの利用例がマイクロメータの非常に小さな動きから寸法の高精度な測定である。図の場合Aが0.8 mm、Bが1 mmのピッチとすると一回転でその差の0.2 mmの動きをする。

## 歴史
差動歯車の発明については諸説があるが、古代から現代に至る知られている例をいくつか挙げておく。
- BC2634年 中国大陸の伝説の黄帝により指南車が用いられていた。
- BC1世紀ごろ ギリシャのアンティキティラ島の沖の海底で発見されたアンティキティラ島の機械は、平面的な差動機構を含んでいた。
- 1810年 ドイツのルドルフ・アッカーマンにより馬車用の4輪操舵システムが発明されたが、これが後の作家により差動装置と誤って伝えられた。
- 1827年 フランスの機械技術者で時計職人だったオネシフォール・ペックールが蒸気自動車を製作しこのとき差動歯車を開発しこれで特許を取得した。現代の自動車で使用されている技術である。
- 1832年 イギリスのリチャード・ロバーツにより蒸気機関車用の負荷補償用歯車として特許登録される。
- 1876年 イギリスのジェームズ・スターレーは、自転車（3、4輪）用のチェーン駆動の差動装置を発明。後に、カール・ベンツによる自動車に用いられる。なお、スターレーは英国ローバー自動車につながる人物である。
- 1897年 デービッド・シーラーによりオーストリアの最初の蒸気自動車で差動装置が使用された。

## 差動装置のない四輪車
電気自動車などで見られる車輪単位で動力が伝えられるような形式（インホイールモーターなど）の場合、差動歯車は必要ない。
ゴーカートなどの簡易な自動車でも省略され動力が直接左右の車輪に伝えられる。そういった車が、まっすぐ走る場合は特に問題はないが、ドライバーの技量によっては曲がろうとするとどちらかの車輪がスリップし、制御が難しくタイヤや路面を傷めることもある。ゴーカートやレーシングカートの場合は車体フレーム剛性を調整し、コーナリング時に駆動輪の片方が地面から浮き上がる様に走行するテクニックを用いるため、差動装置は必要ない。手押し車など簡易的な車体では差動装置が省略されるが、人が押す力が大きいため強引であるが問題なく旋回できる。
差動装置が省略される理由は、重量のある差動装置を省いた軽い車体を作るため、構造を単純化する、故障率を下げる、費用を抑えるなどがある。
鉄道車両では円錐状の車輪で左右の回転差を吸収するとともに、自ら転向する力を得ている。しかしながら2軸車・ボギー車ともに車軸の中心軸は線路の曲線中心軸とは構造上一致しないため、各種の操舵台車が考案されている。